# Płaskowyż Radziecki

Położenie na mapie kontynentu

Płaskowyż Radziecki (ang. Plateau Sovetskoje; ros. Советское плато, trb. Sowietskoje płato, trl. Sovetskoe plato) – płaskowyż na Antarktydzie Wschodniej, pokryty przez lodowiec.
Płaskowyż ten obejmuje centralną część lądolodu Antarktydy Wschodniej, w tym jego najwyższe partie (kopuła lodowa Dome A). W jego obrębie temperatura osiąga najniższe naturalnie występujące wartości na Ziemi. Lądolód w tym obszarze przykrywa w całości Góry Gamburcewa.